# Генч, Юсуф Фехми
Юсуф Фехми Генч (тур. Yusuf Fehmi Genç; род. 23 мая 2002) — турецкий тяжелоатлет, чемпион Европы 2025 года, призёр чемпионата 2024 года. Чемпион Европы 2024 года среди молодёжи. Чемпион Исламских игр 2021 года.

## Карьера
В 2021 году енч завоевал бронзовую медаль на чемпионате мира по тяжёлой атлетике среди юниоров, который проходил в Ташкенте.
На чемпионате мира по тяжёлой атлетике 2022 года, проходившем в Боготе, Колумбия, Юсуф Фехми Генч, выступавший в категории до 67 кг, занял восьмое место в рывке с результатом 140 кг, завоевал малую золотую медаль в толчке с результатом 182 кг и удостоился четвёртым местом по сумме двух упражнений с результатом 322 кг. Благодаря этому успеху он принёс Турции золотую медаль в мужской тяжёлой атлетике впервые за 7 лет.
Юсуф Фехми Генч в весовой категории до 73 кг среди мужчин на чемпионате Европы по тяжёлой атлетике 2023 года в Ереване занял девятое место в рывке с результатом 146 кг, завоевал малую золотую медаль в толчке с результатом 186 кг и итоговое пятое место в сумме с результатом 332 кг.
В 2024 году Юсуф Фехми Генч завоевал золотую медаль на чемпионате Европы по тяжёлой атлетике среди спортсменов до 23 лет, который проходил в спортивном зале «Рашин Центрум» в Варшаве.
В декабре 2024 года в Манаме, на чемпионате мира, Юсуф выступил в весовой категории до 67 кг, где смог завоевать бронзовую медаль с результатом 327 кг. В упражнении толчок он завоевал малую бронзовую медаль (181 кг).
На чемпионате Европы 2025 года в Кишинёве завоевал золотую медаль в весовой категории до 73 кг с итоговым результатом 348 кг. В упражнении «толчок» стал победителем, установив рекорд Европы (194 кг), а в упражнении «рывок» занял второе место (154 кг). 

## Достижения
Чемпионат мира
| Результат | Вес      | Год  | Место соревнований | Рывок | Толчок | Общий вес |
| Бронза    | до 67 кг | 2024 | Манама, Бахрейн    | 146,0 | 181,0  | 327,0     |

Чемпионат Европы
| Результат | Вес      | Год  | Место соревнований | Рывок | Толчок | Общий вес |
| Золото    | до 73 кг | 2025 | Кишинёв, Молдова   | 154,0 | 194,0  | 348,0     |